# Wasserknecht

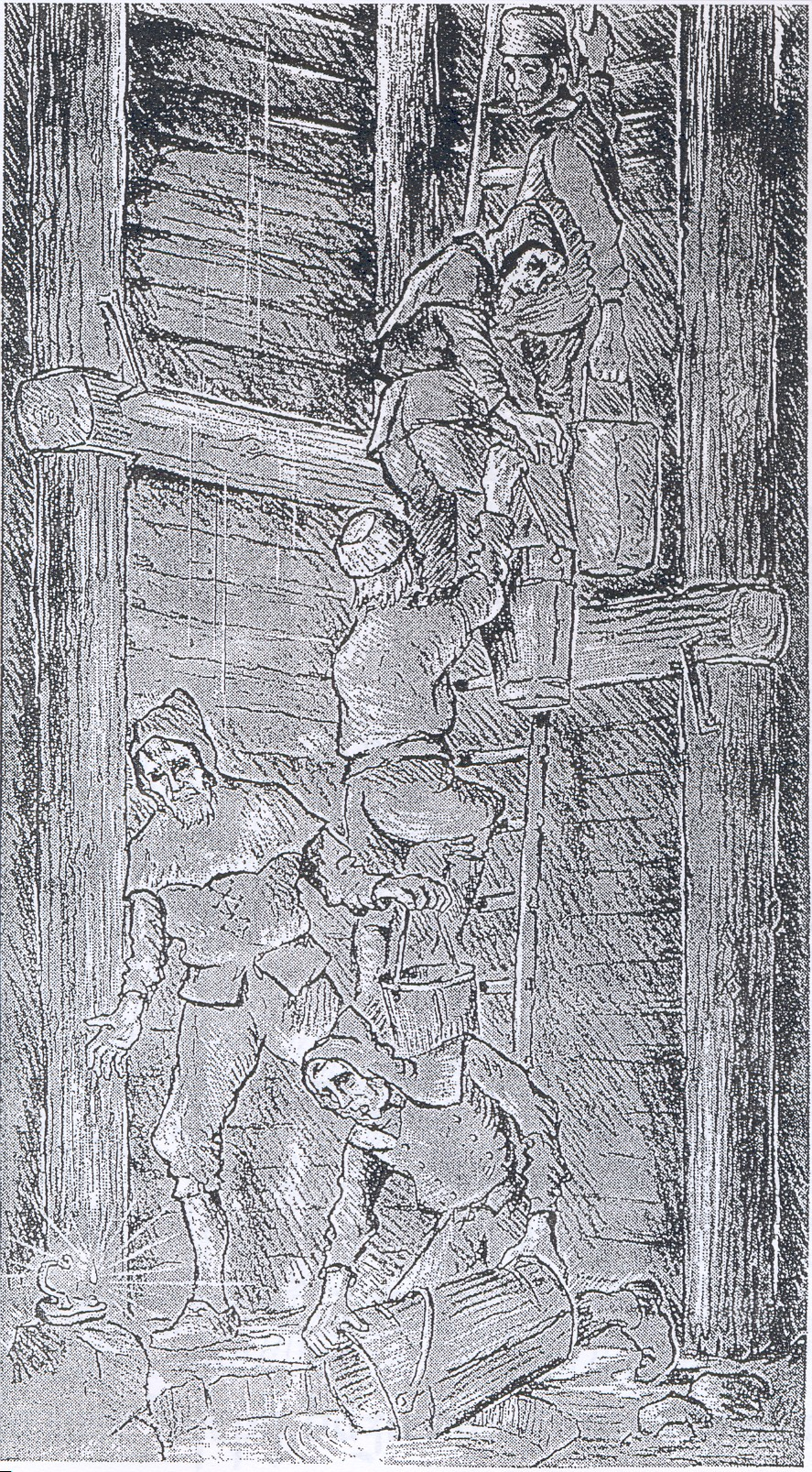
Wasserknechte bei der Arbeit

Ein Wasserknecht, auch Wasserheber oder Pumpenknecht genannt, ist ein Bergmann, der im frühen Bergbau bis zur Mitte des 19. Jahrhunderts als Arbeiter für die Wasserhaltung des Bergwerks zuständig war.

## Tätigkeiten
Die Arbeit des Wasserknechtes bestand hauptsächlich darin, das Grubenwasser mit Gefäßen aus dem Schachtsumpf zu entfernen. Für diese Arbeit waren stets mehrere Wasserknechte notwendig. In der Regel standen zwei Wasserknechte im Schachtsumpf und schöpften das Wasser in die sogenannten Pfützeimer. Im Wasserschacht standen in kurzen Abständen mehrere Wasserknechte auf Fahrten und bildeten dadurch eine Kette. Die gefüllten Eimer wurden an den untersten Wasserknecht weitergereicht, der den Eimer dann an den nächsten weiterreichte, bis der Eimer oben angelangt war und entleert wurde. Im Gegenzug wurden die entleerten Eimer wieder nach unten gereicht. An Tagen, an denen sich wenig Wasser im Schachtsumpf befand, wurden die Wasserknechte zu Hilfsarbeiten in der Förderung eingesetzt. In Bergwerken mit hohem Wasserzulauf wurden im Wasserschacht in kurzen Abständen Bühnen eingebaut, auf denen die Wasserknechte dann standen. Später wurden anstelle der Schöpfgefäße Handpumpen verwendet. Dazu stand auf jeder Bühne ein Wasserkasten, in den dann ein Wasserknecht das Wasser pumpte. Aus diesem Wasserkasten wurde das Wasser bis zum nächsten Wasserkasten gepumpt, bis es letztendlich über Tage ankam.

## Probleme
Durch das aus den Gefäßen herausschwappende Wasser war die Arbeitskleidung schon nach kurzer Arbeitszeit total durchnässt. Außerdem führte das lange Stehen auf den wackeligen Fahrten oft zu Unfällen. Das Arbeiten war auf Schächte mit einer Teufe von 20 bis 30 Meter begrenzt. Bei tieferen Schächten stieg der Bedarf an Wasserknechten erheblich, so dass oftmals mehrere hundert Wasserknechte erforderlich waren.